# I fantasmi di Portopalo
I fantasmi di Portopalo è una miniserie televisiva italiana trasmessa il 20 e il 21 febbraio 2017 su Rai 1 che racconta la storia di Saro Ferro (nella realtà Salvatore Lupo), pescatore che nel 2001 ha avuto il coraggio di raccontare la verità sul naufragio della F174 avvenuto nella notte di Natale del 1996 al largo di Portopalo di Capo Passero (Siracusa). La miniserie è liberamente tratta dall'omonimo libro di Giovanni Maria Bellu (interpretato da Giuseppe Battiston) pubblicato nel 2004.

## Trama
Natale 1996, Portopalo. Durante la battuta di pesca Saro Ferro insieme ai suoi colleghi salvano dall'acqua un naufrago smemorato a cui viene dato il nome di Fortunato accogliendolo in paese. Successivamente impigliati nelle reti vengono ritrovati alcuni corpi senza vita che i pescatori di comune accordo decidono di ributtare in mare per non vedere ostacolato il proprio lavoro, unica fonte redditizia del paese. Pur riluttante, Saro è costretto a subire questa decisione.
Nel 2001 Saro ritrova, oltre al troncone di un albero maestro, il documento di un naufrago amico di Fortunato, Anpalagan Ganeshu, e allerta la Capitaneria di Porto in merito alla probabile presenza di un relitto in quel punto ma gli ufficiali tuttavia non gli credono. Seguendo la propria coscienza approfitta di un viaggio a Roma dove accompagna la figlia Meri a un provino da modella per raccontare questa storia a un giornalista de La Repubblica, Giacomo Sanna. Questi giunge a Portopalo ma non sembra credere alla storia, anche perché inizialmente Saro sembra reticente a raccontargli tutto. In seguito ad alcune minacce nei suoi confronti, Sanna capisce che qualcosa di vero in questa faccenda c'è e decide di ascoltare Saro e di scrivere un articolo sulla vicenda tenendo l'anonimato del pescatore, costretto a confessare alla sua famiglia e a Fortunato di aver buttato in mare molti corpi. Il paese non vede di buon occhio la rivelazione e capisce che dietro alla soffiata c'è Saro che insieme alla sua famiglia viene preso di mira anche dagli uomini di Don Salemi, padre del sindaco e del presidente del consorzio dei pescatori. 
Ma la macchina si è ormai messa in moto: Sanna continua le sue indagini insieme a Saro tra Parigi e Malta incontrando il capitano El Bilal e l'armatore scafista che aveva causato il naufragio della F174. Fortunato incontra un altro sopravvissuto, Shakoor, e insieme cercano di ricostruire la storia: Fortunato in realtà si chiama Amaran, sua madre lo aveva spinto a fuggire dallo Sri Lanka insieme all'amico Anpalagan che lo aveva salvato da un conflitto e una volta arrivato in prossimità della costa italiana si era buttato dalla nave salvandosi prima del disastro che ha portato alla morte gli altri 283 passeggeri. Saro riesce a calcolare il punto esatto del naufragio e insieme a Sanna con un sottomarino a comando remoto (ROV) riesce a ritrovare il relitto sul fondale ristabilendo così la verità. Oltre alla nave affondata, ritrovano anche la maglia di Roberto Baggio che Amaran regalò ad Anpalagan come portafortuna, capendo così che l'amico di Amaran non ce l'ha fatta. Qualche giorno dopo il ritrovamento Saro, i suoi cari e pochi altri si recano sullo stesso punto buttando in mare 283 fiori e rendendo omaggio agli sfortunati naufraghi.

## Ascolti TV
| Episodio nº | Messa in onda    | Telespettatori | Share |
| ----------- | ---------------- | -------------- | ----- |
| 1           | 20 febbraio 2017 | 6.454.000      | 24,6% |
| 2           | 21 febbraio 2017 | 6.620.000      | 25,4% |

## Produzione
La miniserie è prodotta da Rai Fiction, Picomedia e Iblafilm di Giuseppe Fiorello (attore protagonista e collaboratore al soggetto e alla sceneggiatura) con il sostegno della Sicilia Film Commission e il patrocinio dell'Alto commissariato delle Nazioni Unite per i rifugiati.